# Выскребенцев, Андрей Эдуардович
Андрей Эдуардович Выскребенцев (укр. Андрій Едуардович Вискребенцев; род. 27 октября 2000, Макеевка, Донецкая область, Украина) — украинский и российский футболист, полузащитник клуба «Ленинградец».

## Карьера

### «Мариуполь»

#### Начало карьеры
Воспитанник футбольной академии донецкого «Металлурга». В 2015 году футболист на юношеском уровне выступал в мариупольской футбольной академии «Азовсталь». В 2017 году футболист присоединился к «Мариуполю», продолжив выступать за юношеском и молодёжном уровнях. В 2019 году футболист стал тренироваться в основной командой мариупольского клуба, однако почти не попадал в заявку основной команды клуба. Дебютировал за клуб футболист 1 декабря 2019 года в матче против «Шахтёра», выйдя на замену на 17 минуте. В следующем сезона футболист продолжал выступать за молодёжную команду клуба. Первый матч в сезоне футболист сыграл 30 октября 2020 года также против донецкого «Шахтёра», выйдя на поле в стартовом составе. Однако затем футболист также продолжал выступать на молодёжном уровне. 

#### Аренда в «Ужгород»
В июле 2021 года футболист на правах арендного соглашения присоединился к «Ужгороду», соглашение с которым было рассчитано до конца сезона. Дебютировал за клуб футболист 24 июля 2021 года в матче против клуба «Прикарпатье», выйдя на поле в стартовом составе. В декабре 2021 года футболист покинул клуб, расторгнув арендное соглашение по соглашению сторон. Также футболист в скором времени получил статус свободного агента, покинул и «Мариуполь». На протяжении первой половины сезона футболист выступал за ужгородский клуб в роли одного из ключевых игроков, однако результативными действиями не отличился.

### «Слуцк»
В феврале 2022 года футболист на правах свободного агента при соединился к белорусскому «Слуцку». Дебютировал за клуб футболист 2 апреля 2022 года в матче против гродненского «Немана», выйдя на поле в стартовом составе. Первым результативным действием за клуб футболист отличился 21 апреля 2022 года в матче против дзержинского «Арсенала», отдав голевую передачу. По итогу сезона футболист вместе с клубом завершил чемпионат на итоговом одиннадцатом месте. На протяжении сезона футболист выступал за клуб в роли одного из основных игроков, однако начиная с октября 2022 года футболист стал оставаться на скамейке запасных, отличившись своей единственной результативной передачей. В декабре 2022 года футболист покинул клуб, расторгнув контракт по соглашению сторон.

### «Звезда» Санкт-Петербург
В феврале 2023 года футболист на правах свободного агента присоединился к петербургской «Звезде», в состав которой он был заявлен без статуса легионера. Дебютировал за клуб футболист 27 февраля 2023 года в матче Кубка России против клуба «Пари Нижний Новгород», выйдя на поле в стартовом составе. Первый матч в чемпионате футболист сыграл 2 апреля 2023 года против владимировского «Торпедо», выйдя на замену на 57 минуте. Дебютным забитым голом за клуб футболист отличился 30 апреля 2023 года в матче против ивановского «Текстильщика». По итогу сезона футболист вместе с клубом завершил чемпионат на итоговом девятом месте в турнирной таблице. На протяжении сезона футболист выступал за клуб в роли одного из основных игроков, отличившись 2 забитыми голами.
Новый сезон футболист начал 22 июля 2023 года с матча против «Иркутска», выйдя на замену на 51 минуте. Первым результативным действием за клуб футболист отличился 17 сентября 2023 года в матче против калининградского клуба «Балтика-БФУ», отдав голевую передачу. Вместе с клубом футболист завершил чемпионат на итоговом двенадцатом месте. В апреле 2024 года футболист вместе с клубом продолжил выступать во Второй лиге. Первый матч в новом сезоне футболист сыграл 6 апреля 2024 года против московского «Динамо-2», выйдя на поле в стартовом составе. Первым забитым голом за клуб футболист отличился 18 мая 2024 года в матче против клуба «Знамя Труда». Первую половину чемпионата футболист провёл за клуб в роли одного из основных игроков, отличившись своим забитым голом. В июне 2024 года футболист покинул петербургский клуб.

### «Муром»
В июне 2024 года футболист на правах свободного агента присоединился к клубу «Муром», подписав контракт до конца сезона. Дебютировал за клуб футболист 20 июля 2024 года в матче против омского «Иртыша», выйдя на поле в стартовом составе. Первую часть чемпионата футболист вместе с клубом завершили на итоговом шестом месте в своей группе. Вторую половину чемпионата футболист начал 1 марта 2025 года с матча против таганрогского клуба «Форте», выйдя на замену на стартовом составе. Дебютным забитым голом за клуб футболист отличился 12 апреля 2025 года в матче против ивановского «Текстильщика». По итогу сезона футболист вместе с клубом завершил чемпионат на итоговом предпоследнем месте в своей группе. На протяжении сезона футболист выступал за клуб в роли одного из основных игроков, отличившись 2 забитыми голами и голевой передачей. В июне 2025 года футболист покинул клуб.

### «Ленинградец»
В июне 2025 года на правах свободного агента присоединился к клубу «Ленинградец», подписав контракт до конца сезона. Дебютировал за клуб 20 июля 2025 года в матче против владикавказской «Алании», выйдя на замену на 87 минуте.